# Liste des autoroutes du Royaume-Uni

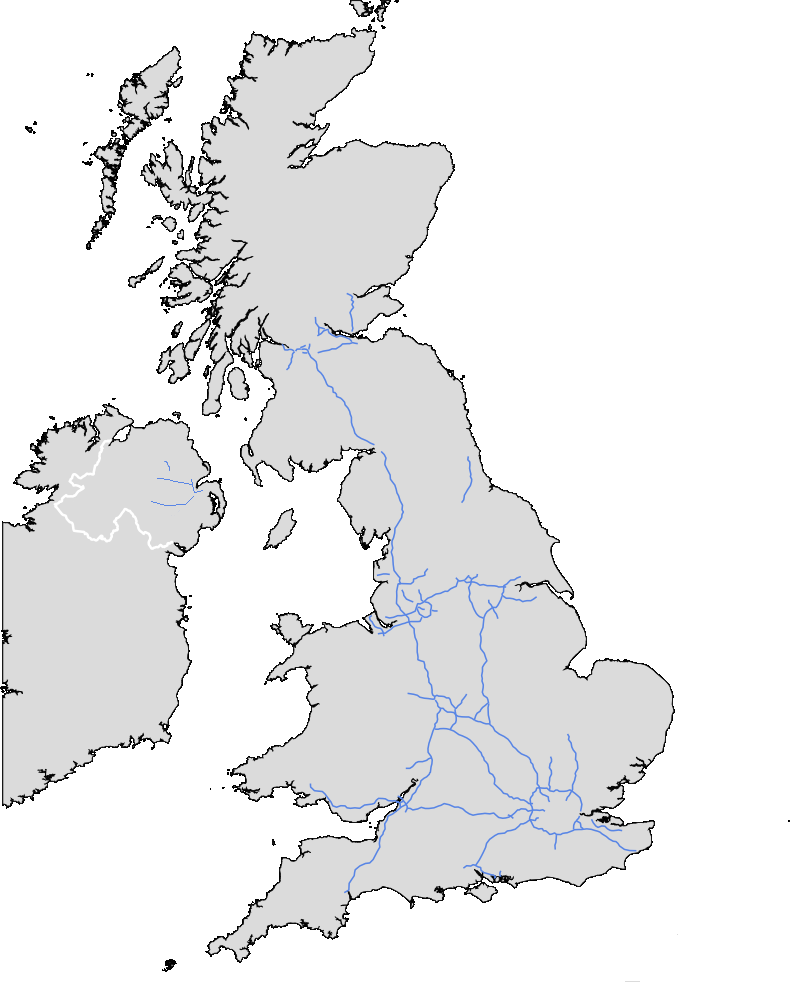
Carte des autoroutes du Royaume-Uni

Autoroutes en service au Royaume-Uni.

## Liste des autoroutes en service

### Autoroutes à 1 chiffre
- M1, de Londres à Leeds puis continue en A1 vers le Nord. Première autoroute mise en service au Royaume-Uni en 1958.
- M2, dans le Kent, de Rochester à Faversham. Axe majeur se dirigeant vers le reste de l'Europe.
- M3, de Londres à Southampton
- M4, de Londres au Sud du pays de Galles.
- M5, de Birmingham et les Midlands à Exeter.
- M6, axe Nord-Sud, depuis la M1 à Rugby jusqu'à Carlisle (Frontière écossaise).
- M6 Toll, de Coleshill à Cannock.
- M8, d'Édimbourg à Greenock, via Glasgow.
- M9, d'Édimbourg à Stirling.

#### Irlande du Nord
- M1 de Belfast à Dungannon.
- M2 de Belfast à Antrim
- M3, de la M2 (près de Belfast) à la A2 (près de l'aéroport George Best)

### Autoroutes à 2 chiffres
- M11, de Londres à Cambridge
- M18, de la M1 à Rotherham à la M62 à Goole.
- M20, de Londres (Swanley) à Folkestone et au tunnel sous la Manche.
- M23, de Londres (Coulsdon) à Crawley et au Sud.
- M25, périphérique de la région du Grand Londres
- M26, entre la M25 à Sevenoaks et la M20 avant Maidstone.
- M27, autoroute côtière du Sud, de Cadnam (Southampton) à Portsmouth.
- M32, embranchement de la M4 au centre de Bristol.
- M40, de Londres à Birmingham
- M42, périphérique Sud de Birmingham vers Ashby-de-la-Zouch et la M5.
- M45, barreau de la M1 au nord de Daventry vers Coventry.
- M48, de Severn Bridge vers Thornbury et Newport (Monmouthshire), par un pont sur la Severn.
- M49, de la M5 à la M4 à l'ouest de Bristol.
- M50, entre la M5 à Tewkesbury et Ross-on-Wye.
- M53, de Chester à Birkenhead.
- M54, entre la M6 au nord de Wolverhampton et Telford.
- M55, de Blackpool à la M6 près de Preston.
- M56, entre Manchester et Chester.
- M57, rocade nord-est de Liverpool vers la M62.
- M58, entre Wigan et Liverpool-Nord.
- M60, périphérique de Manchester
- M61, entre Preston et Manchester.
- M62, entre Liverpool et les environs de Kingston-upon-Hull, (lien Est-Ouest : trans-Pennines.
- M65, entre Preston et Colne dans le Lancashire.
- M66, entre Rawtenstall et la M62 à Manchester.
- M67, entre la M60 (Denton) et Hyde dans le grand Manchester.
- M69, entre Leicester et Coventry.
- M73, entre Cumbernauld et la M74.
- M74, entre Glasgow et Abington dans le South Lanarkshire. Prolongée par la route A74.
- M77, entre Glasgow et Kilmarnock.
- M80, entre Glasgow et Stirling.
- M90, du pont autoroutier du Forth à Perth (Écosse).

#### Irlande du Nord
- M12, branche de la M1 à Portadown
- M22, d'Antrim (M2) à Randalstown

### Autoroutes à 3 chiffres
- M180, entre la M18 à Thorne vers Grimsby et l'A15 vers le Pont d'Humber.
- M181, à Scunthorpe, embranchement de la M180.
- M271, embranchement de la M27 à Totton près de Southampton
- M275, embranchement de la M27 à Portsmouth
- M602, embranchement de la M62 vers Manchester.
- M606, embranchement de la M62 à Bradford.
- M621, embranchement de la M62 à Leeds.
- M876, barreau autoroutier à Falkirk.
- M898, autoroute d'entrée du pont d'Erskine.

### Voies express (routes A aux normes autoroutières)
- A1(M), route A1 de Londres à Newcastle-upon-Tyne mise en 2x2 voies.
- A3(M), route reliant Londres et Portsmouth
- A38(M), barreau de la M6 vers le centre de Birmingham, connue comme Aston Expressway.
- A48(M), lien de la M4 dans Cardiff.
- A57(M), ou Mancunian Way, rocade sud de Manchester
- A58(M) périphérique ouest de Leeds.
- A64(M) périphérique est de Leeds.
- A66(M) lien entre la A1(M) et Darlington
- A74(M), d'Abington (South Lanarkshire) à la fin de la M74 jusqu'à Gretna.
- A167(M) dans Newcastle-upon-Tyne.
- A194(M) de Newcastle-upon-Tyne à l'A1(M) et au Tyne Tunnel.
- A308(M), de la M4 à Maidenhead.
- A329(M), de Bracknell à Winnersh près de Reading.
- A404(M), de la M4 à Henley-on-Thames.
- A601(M) de la M6 à Carnforth (Lancashire), à l'A6
- A627(M), de Rochdale et Oldham à la M62
- A823(M) embranchement de la M90 vers Dunfermline.
- A6144, un embranchement de la M60 au nord de Sale vers Carrington. Son parcours est en chaussée simple

#### Irlande du Nord
- A8(M) branche de la M2 au nord de Belfast